# فريتز بفينينجير
فريتز بفينينجير (و. 1934 – 2001 م) هو دراج على المضمار، ودراج سويسري، ولد في زيورخ، توفي في زيورخ، عن عمر يناهز 67 عاماً.

## روابط خارجية
- فريتز بفينينجير على موقع أرشيف الدراجات (الإنجليزية)
- فريتز بفينينجير على موقع إحصائيات الدراجات الإحترافية (الإنجليزية)